# Laura Ferrarese
Laura Ferrarese é uma pesquisadora em ciência espacial no Conselho Nacional de Investigação de Canadá, nascida em Itália.

## Biografia
Nasce em Padua, Itália e estudou na casa de altos estudos da cidade natal, indo para os EUA para obter um PhD em física pela Universidade Johns Hopkins em 1996. Tornou-se professora em Rutgers University em 2004. Também trabalhou no Instituto de Califórnia de Tecnologia. 
Foi nomeada conferenciante visitante para a Conferência do Prémio Helen Sawyer Hogg em 2014.
É presidente da Sociedade Astronómica canadiana. É uma dirigente reconhecida em busca de buracos negros supermassivos. Tem dirigido várias investigações sobre galaxias importantes com o telescópio espacial Hubble e o Observatório Canadá, França, Hawai.